# Suberites insignis
Suberites insignis är en svampdjursart som beskrevs av Carter 1886. Suberites insignis ingår i släktet Suberites och familjen Suberitidae. Inga underarter finns listade i Catalogue of Life.